# Леричі
Леричі (італ. Lerici, ліг. Lerze) — муніципалітет в Італії, у регіоні Лігурія, провінція Ла Спеція.
Леричі розташоване на відстані близько 330 км на північний захід від Рима, 90 км на південний схід від Генуї, 9 км на схід від Спеції.
Населення — 10 362 особи (2014).

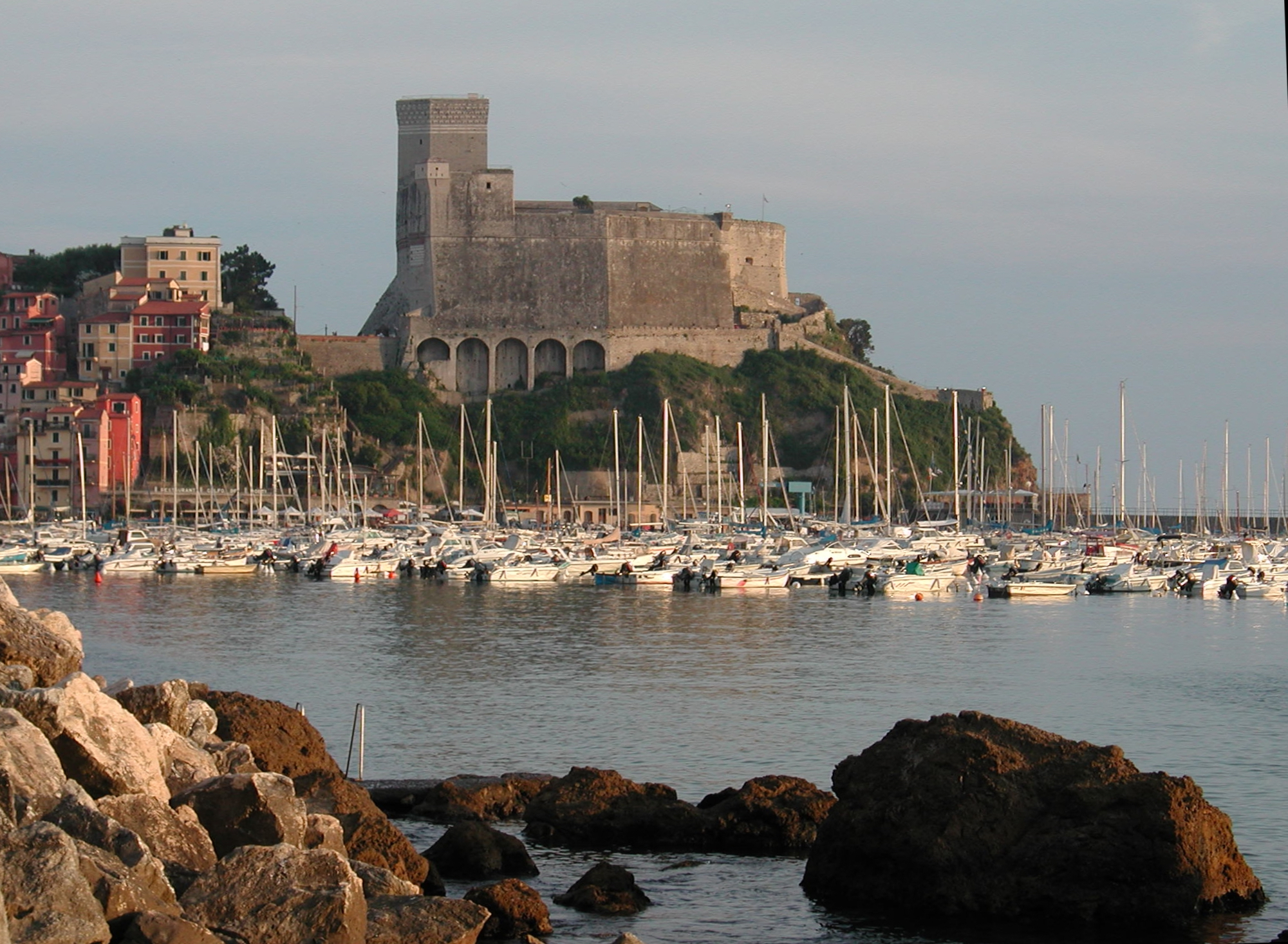

Щорічний фестиваль відбувається 25 березня. Покровитель — Madonna di Maralunga.

## Демографія
Населення за роками:

Станом на 1 січня 2023 року в муніципалітеті офіційно проживали 602 іноземці з 58 країн, серед них 250 громадян країн Євросоюзу та 30 громадян України.

## Сусідні муніципалітети
- Амелья
- Аркола
- Ла-Спеція
- Сарцана